# Прва лига Црне Горе у рукомету
Прва лига Црне Горе у рукомету је највиши ранг рукометног такмичења у Црној Гори. Настала је 2006. након распада заједничке државе Србије и Црне Горе и расформирања бивше заједничке лиге, а након расформирања Друге лиге 2021. једино је такмичење за мушкарце у сениорској конкуренцији.

## Клубови у сезони 2023/24.
| Клуб               | Мјесто      | Стадион                      |
| ------------------ | ----------- | ---------------------------- |
| Беране             | Беране      | Хала спортова                |
| Брсково            | Мојковац    | Школски центар Вуксан Ђукић  |
| Будванска ривијера | Будва       | Медитерански спортски центар |
| Будућност          | Подгорица   | Спортски центар Морача       |
| Јединство          | Бијело Поље | Спортска дворана Никољац     |
| Ловћен             | Цетиње      | Хала РК Ловћен               |
| Морнар             | Бар         | Спортска дворана Тополица    |
| Партизан           | Тиват       | Спортска дворана Жупа        |
| Рудар              | Пљевља      | Спортски центар Ада          |
| Сутјеска           | Никшић      | Дворана СРЦ Никшић           |

## Прваци
| Сезона   | Првак              | Вицепрвак          | Трећи              |
| -------- | ------------------ | ------------------ | ------------------ |
| 2006/07. | Ловћен             | Беране             | Сутјеска           |
| 2007/08. | Беране             | Ловћен             | Сутјеска           |
| 2008/09. | Будућност          | Ловћен             | Сутјеска           |
| 2009/10. | Будућност          | Сутјеска           | Ловћен             |
| 2010/11. | Мојковац           | Ловћен             | Сутјеска           |
| 2011/12. | Ловћен             | Мојковац           | Сутјеска           |
| 2012/13. | Ловћен             | Мојковац           | Будванска ривијера |
| 2013/14. | Ловћен             | Будванска ривијера | Партизан Тиват     |
| 2014/15. | Ловћен             | Будванска ривијера | Партизан Тиват     |
| 2015/16. | Будванска ривијера | Ловћен             | Партизан Тиват     |
| 2016/17. | Партизан Тиват     | Ловћен             | Мојковац           |
| 2017/18. | Ловћен             | Партизан Тиват     | Јединство          |
| 2018/19. | Ловћен             | Комови             | Партизан Тиват     |
| 2019/20. | Ловћен             | Комови             | Партизан Тиват     |
| 2020/21. | Ловћен             | Будванска ривијера | Комови             |
| 2021/22. | Будванска ривијера | Ловћен             | Будућност          |
| 2022/23. | Ловћен             | Будванска ривијера | Рудар              |
| 2023/24. | Ловћен             | Будванска ривијера | Рудар              |

### Успешност клубова
| Клуб               | Шампион | Вицешампион | Сезона шампион                                                                                    | Сезона вицешампион                                    |
| ------------------ | ------- | ----------- | ------------------------------------------------------------------------------------------------- | ----------------------------------------------------- |
| Ловћен             | 11      | 6           | 2006/07, 2011/12, 2012/13, 2013/14, 2014/15, 2017/18, 2018/19, 2019/20, 2020/21, 2022/23, 2023/24 | 2007/08, 2008/09, 2010/11, 2015/16, 2016/17, 2021/22. |
| Будванска ривијера | 2       | 5           | 2015/16, 2021/22                                                                                  | 2013/14, 2014/15, 2020/21, 2022/23, 2023/24           |
| Будућност          | 2       | –           | 2009, 2010                                                                                        | –                                                     |
| Мојковац           | 1       | 2           | 2010/11                                                                                           | 2011/12, 2012/13                                      |
| Беране             | 1       | 1           | 2007/08                                                                                           | 2006/07                                               |
| Партизан Тиват     | 1       | 1           | 2016/17                                                                                           | 2017/18                                               |
| Комови             | –       | 2           | –                                                                                                 | 2018/19, 2019/20                                      |
| Сутјеска           | –       | 1           | –                                                                                                 | 2009/10                                               |